# La glòria del doctor Larén

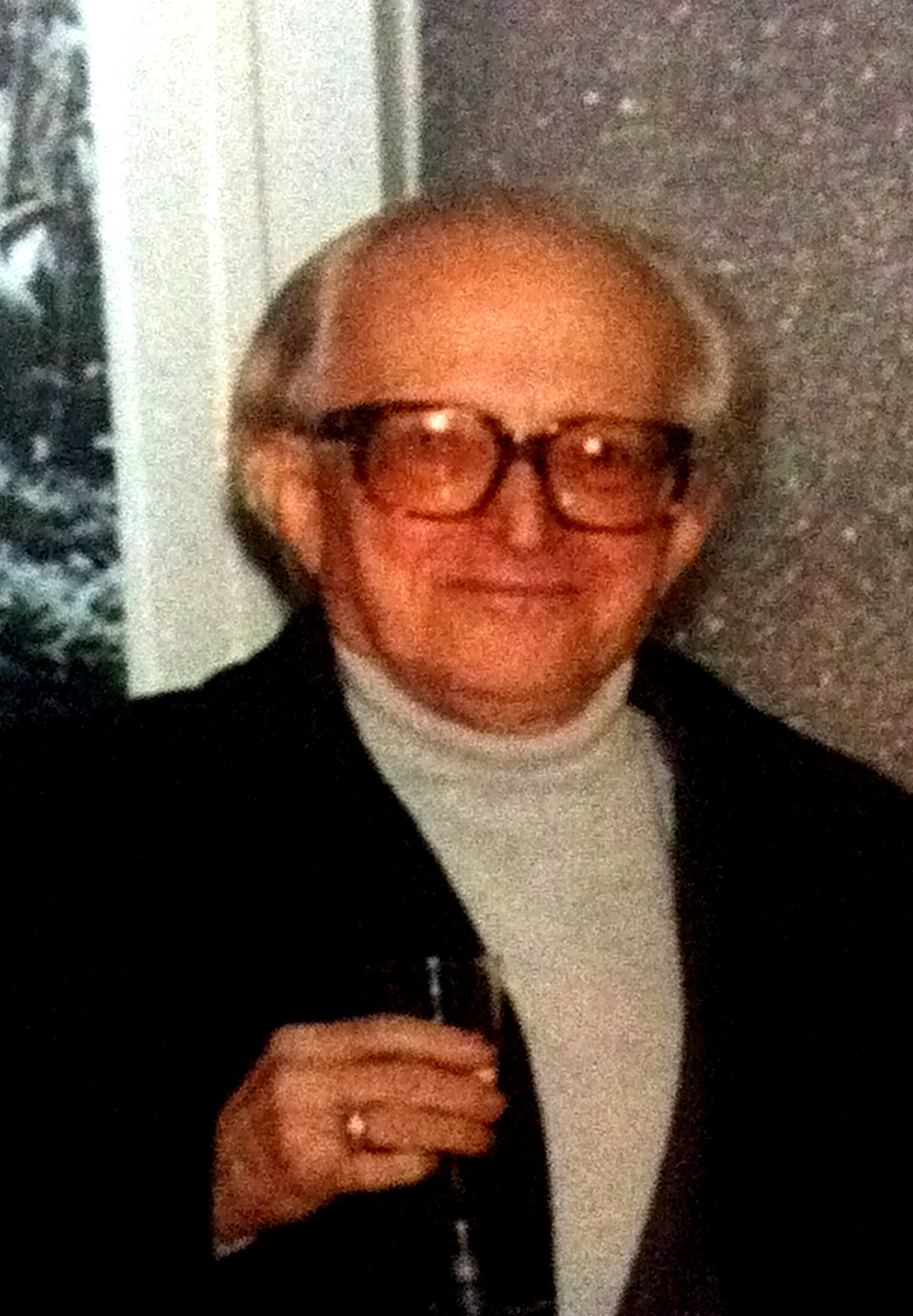
Pere Calders

La glòria del doctor Larén és una novel·la de Pere Calders i Rossinyol, publicada el desembre de 1936.
Aquesta esdevé la seva segona obra i la seva primera novel·la. Aquell mateix any, s'havia estrenat i havia publicat una antologia de contes anomenada El primer arlequí.
La primera edició s'edità dins la col·lecció Quaderns Literaris, de l'editor Josep Janés. El moment de llançament d’aquest escrit (desembre del 1936, en plena Guerra Civil) no resultà gens propici per a la seva propagació. A això s'hi afegí la decisió de l’autor de no tornar a editar-lo fins al 1994, any en què en va fer petites correccions de llenguatge.
S'emmarca dins les renovacions literàries impulsades per figures com  Francesc Trabal, oscil·lant entre l'experimentació creativa i la sàtira, tot prenent com a referència la novel·la psicològica.